# 伊藤達男 (実業家)
伊藤 達男（いとう たつお）は日本の実業家。日本相互証券株式会社 元代表取締役社長日興コーディアル証券元取締役副社長。

## 略歴
- 1970年(昭45年)法政大学経済学部卒、日興証券入社。
- 2002年(平14年)日興コーディアル証券取締役副社長[1]。
- 2005年日本相互証券代表取締役社長[2]。
- 2011年同会長退任[3]。